# Halmopota viridescens
Halmopota viridescens är en tvåvingeart som beskrevs av Enrico Adelelmo Brunetti 1919. Halmopota viridescens ingår i släktet Halmopota och familjen vattenflugor.
Artens utbredningsområde är Iran. Inga underarter finns listade i Catalogue of Life.